# El Renacimiento
El Renacimiento är en ort i Mexiko.   Den ligger i kommunen General Heliodoro Castillo och delstaten Guerrero, i den södra delen av landet, 240 km sydväst om huvudstaden Mexico City. El Renacimiento ligger 2 127 meter över havet och antalet invånare är 239.
Terrängen runt El Renacimiento är bergig. Runt El Renacimiento är det ganska glesbefolkat, med 21 invånare per kvadratkilometer. Närmaste större samhälle är Campo Morado, 2,8 km nordost om El Renacimiento. I omgivningarna runt El Renacimiento växer huvudsakligen savannskog.